# Chaetopteryx sahlbergi
Chaetopteryx sahlbergi là một loài Trichoptera trong họ Limnephilidae. Chúng phân bố ở miền Cổ bắc.